# MD6
MD6 (англ. Message Digest 6) — алгоритм хешування змінної розрядності, розроблений професором Рональдом Рівестом з Массачусетського Технологічного Інституту в 2008 році. Призначений для створення «відбитків» або дайджестів повідомлень довільної довжини. Пропонується на зміну менш досконалого MD5. За заявою авторів, алгоритм стійкий до диференціального криптоаналізу. Використовується для перевірки цілісності і, у деякому сенсі, достовірності опублікованих повідомлень, шляхом порівняння дайджесту повідомлення з опублікованими. Цю операцію називають «перевірка хешу» (англ. hashcheck). Хеш-функції також широко використовуються для генерації ключів фіксованої довжини для алгоритмів шифрування на основі заданого ключового рядка.

## Історія
MD6 — один із серії алгоритмів побудови дайджесту повідомлення, розроблений професором Рональдом Л. Рівестом з Массачусетського Технологічного Інституту. MD6 був вперше представлений на конференції Crypto 2008 як кандидат на стандарт SHA-3. Однак пізніше в 2009 на цій же конференції Рівест заявив, що MD6 ще не готовий до того, щоб стати стандартом. На офіційному сайті MD6 він заявив, що, хоча формально, заявка не відкликана, в алгоритмі ще залишаються проблеми зі швидкістю і нездатністю забезпечити безпеку у версії зі зменшеною кількістю раундів. У результаті MD6 не пройшов до другого кола змагання. Раніше, в грудні 2008, дослідник з Fortify Software знайшов помилку, пов'язану з переповненням буфера в оригінальній реалізації MD6. 19 лютого 2009 професор Рівест опублікував дані про цю помилку, а також представив виправлення реалізації.

## Алгоритми
У алгоритмі хеш-функції застосовані досить оригінальні ідеї. за один прохід обробляється 512 байт, ускладнюючи проведення низки атак і полегшуючи розпаралелювання, для чого застосовується деревоподібні структури.

### Вхідні данні і процедури
| М   | вхідне повідомлення довжиною m, 1 ≤ m ≤ (264-1) біт |
| d   | довжина результуючого геша в бітах, 1 ≤ d ≤ 512 |
| K   | довільне ключове значення довжиною keylen байт (0 ≤ keylen ≤ 64), доповнене праворуч нулями числом в 64 — keylen                                                  |
| L   | невід'ємний параметр розміром 1 байт, 0 ≤ L ≤ 64 (за замовчуванням L=64), позначає число паралельних обчислень і глибину дерева                                   |
| r   | невід'ємний параметр розміром 12 біт: число раундів (за замовчуванням r=40+[d/4])                                                                                 |
| Q   | масив з 15 елементів по 8 байт, його значення вказано нижче |
| ƒ   | функція стиснення MD6, перетворює 712 байт вхідних даних (включаючи блок B розміром 512 байт) в результат C розміром 128 байт з використанням r раундів обчислень |
| PAR | паралельна операція стиснення для кожного рівня дерева, ніколи не викликається при L = 0                                                                          |
| SEQ | послідовна операція стиснення, ніколи не викликається при L = 64                                                                                                  |

Q = {0x7311c2812425cfa0, 0x6432286434aac8e7, 0xb60450e9ef68b7c1, 0xe8fb23908d9f06f1, 
     0xdd2e76cba691e5bf, 0x0cd0d63b2c30bc41, 0x1f8ccf6823058f8a, 0x54e5ed5b88e3775d, 
     0x4ad12aae0a6d6031, 0x3e7f16bb88222e0d, 0x8af8671d3fb50c2c, 0x995ad1178bd25c31, 
     0xc878c1dd04c4b633, 0x3b72066c7a1552ac, 0x0d6f3522631effcb}
Масив Q

### Основна процедура

#### Ініціалізація
Позначимо l = 0, M0 = M, m0 = m.

#### Основний цикл
- l = l + 1.

- Якщо l = L + 1, повертаємо SEQ(Ml-1,d,K,L,r) як результат.

- Ml = PAR(Ml-1,d,K,L,r,l). Позначимо ml як довжину Ml в бітах.

- Якщо Ml = 8 * c (тобто довжина Ml становить 8 * c байт), Повертаємо останні d бітів Ml. Інакше повертаємося до початку циклу.

### Операція PAR
PAR повертає повідомлення довжиною ml = 1024 * max(1, [ml-1 / 4096]).

#### Тіло процедури
- Якщо потрібно, то розширюємо Ml-1, додаючи праворуч нульові біти, поки його довжина не стане кратна 512 байт. Тепер розіб'ємо Ml-1 на блоки B0, B1, …, Bj-1, где j = max(1, [ml-1 / 512]);

- Для кожного блоку Bi, i = 0, 1, …, j-1, паралельно обчислюємо Ci за наступним алгоритмом:
  - Позначимо через p число доповнених бітів Bi, 0 ≤ p ≤ 4096. (p завжди більше нуля для i = j-1.);
  - Позначимо z = 1, якщо j = 1, інакше z = 0;
  - Позначимо V як 8-байтове значення r ǁ L ǁ z ǁ p ǁ keylen ǁ d таким чином:
    - 4 біта нулів;
    - 12 біт r;
    - 8 біт L;
    - 4 біта z;
    - 16 біт p;
    - 8 біт keylen.
    - 12 біт d.

  - Позначимо U = l * 256 + i — унікальний 8-байтовий ідентифікатор поточного блоку;
  - Ci = ƒ(Q ǁ K ǁ U ǁ V ǁ Bi).

- Повертаємо Ml = C0 ǁ C1 ǁ … ǁ Cj-1.

### Операція SEQ
SEQ повертає хеш довжиною d біт. Дана операція ніколи не викликається, якщо L = 64.

#### Тіло процедури
- Позначимо через C−1 нульовий вектор довжиною 128 байт.

- Якщо потрібно, то розширюємо ML, додаючи праворуч нульові біти, поки його довжина не стане кратна 384 байтів. Тепер розіб'ємо ML на блоки B0, B1, …, Bj-1, где j = max(1, [mL / 384]).

- Для кожного блоку Bi, i = 0, 1, …, j-1, паралельно обчислюємо Ci за наступним алгоритмом:
  - Позначимо через p число доповнених бітів Bi, 0 ≤ p ≤ 3072. (p завжди більше нуля для i = j-1.);
  - Позначимо z = 1, якщо i = j-1, інакше z = 0;
  - Позначимо V як 8-байтове значення r ǁ L ǁ z ǁ p ǁ keylen ǁ d аналогічно попередньої операції;
  - Позначимо U = (L + 1) * 256 + i — унікальний 8-байтовий ідентифікатор поточного блоку;
  - Ci = ƒ(Q ǁ K ǁ U ǁ V ǁ Ci-1 ǁ Bi).
- Повертаємо останні d біт значення Cj-1 як підсумковий хеш.

### Функція стиснення MD6

#### Вхідні і вихідні дані
Як вхідні дані функція приймає масив N, що складається з n = 89 8-байтових слів (712 байт) і число раундів r.
Функція повертає масив C з 16 елементів по 8 байт.

#### Константи
| t0 | t1 | t2 | t3 | t4 |
| -- | -- | -- | -- | -- |
| 17 | 18 | 21 | 31 | 67 |

| (i — n) mod 16 | 0  | 1  | 2  | 3  | 4  | 5  | 6  | 7  | 8  | 9  | 10 | 11 | 12 | 13 | 14 | 15 |
| ri-n           | 10 | 5  | 13 | 10 | 11 | 12 | 2  | 7  | 14 | 15 | 7  | 13 | 11 | 7  | 6  | 12 |
| li-n           | 11 | 24 | 9  | 16 | 15 | 9  | 27 | 15 | 6  | 2  | 29 | 8  | 15 | 5  | 31 | 9  |

Si-n = S|(i-n)/16
S|0 = 0x0123456789abcde
S* = 0x7311c2812425cfa0
S|j+1 = (S|j <<< 1) ⊕ (S|j ^ S*)

#### Тіло функції
Позначимо t = 16r. (У кожному раунді буде 16 кроків)
Позначимо через A[0..t + n-1] масив t + n 8-байтових елементів. Перші n елементів необхідно скопіювати з вхідного масиву N.
Основний цикл функції виглядає наступним чином: 
for i = n to t + n 1: /* t steps */
x = Si-n ⊕ Ai-n ⊕ Ai-t0
x = x ⊕ (Ai-t1 ^ Ai-t2) ⊕ (Ai-t3 ^ Ai-t4): x = x ⊕ (x >> ri-n): Ai = x ⊕ (x << li-n)
Повернути A[t + n-16 .. t + n-1].